# Infestazione da cimice dei letti

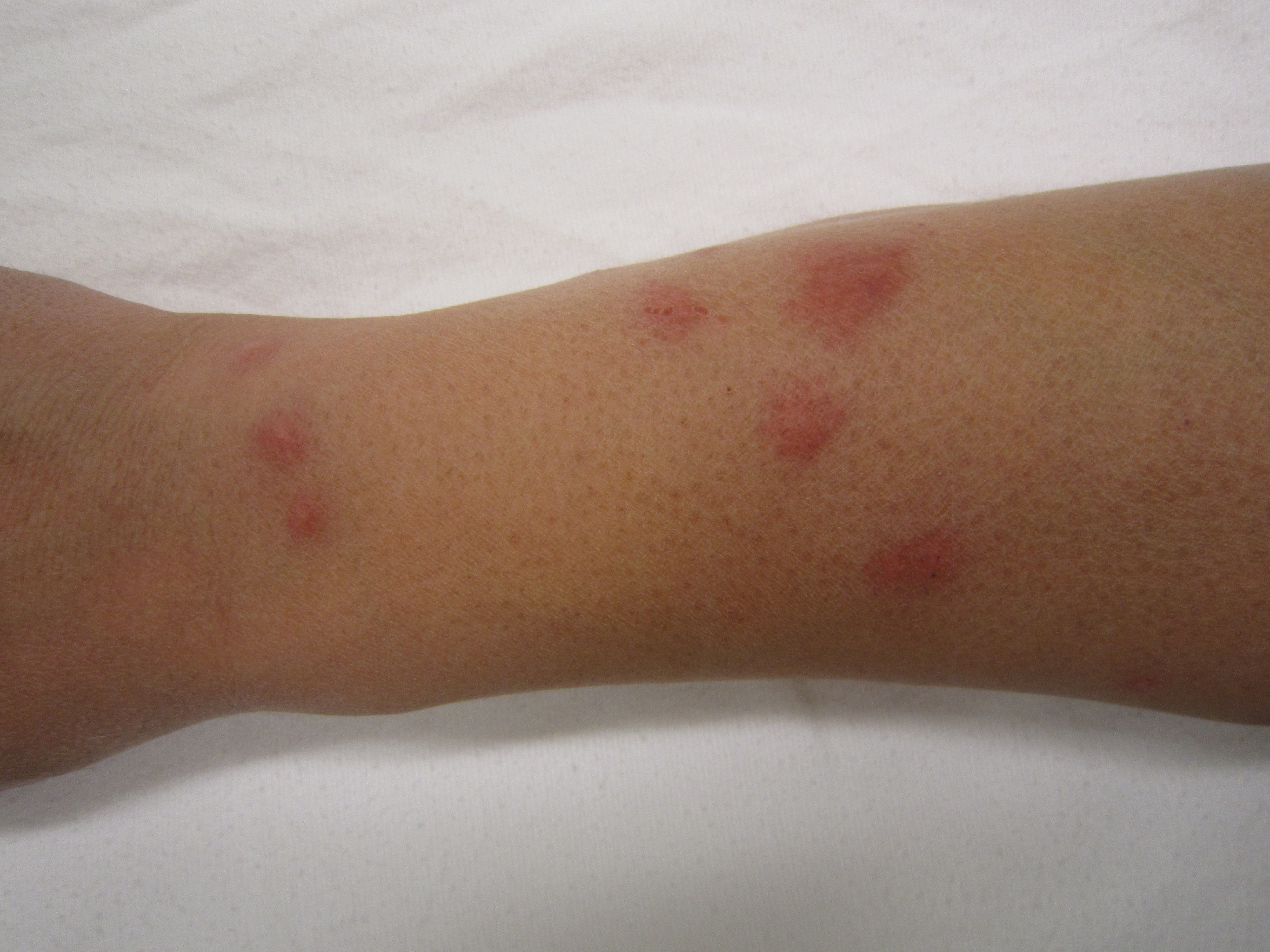
Morsi di cimice dei letti

Le cimici dei letti sono insetti che si nutrono di sangue umano, attivi solitamente di notte. I morsi sono causati principalmente da due specie di insetti del genere Cimex: Cimex lectularius, la comune cimice dei letti, e Cimex hemipterus, tipica dei climi tropicali. La dimensione varia da 1 a 7 mm. Si spostano strisciando per brevi distanze o attaccandosi agli oggetti personali. L'infestazione è dovuta a volte alla mancanza d'igiene, ma è più frequente nelle aree maggiormente popolate. La diagnosi si basa sulla comparsa di sintomi compatibili ed eventualmente sull'identificazione diretta degli insetti. Le cimici dei letti trascorrono gran parte del loro tempo in luoghi bui e difficilmente raggiungibili, come le cuciture dei materassi o le fessure dei muri.

## Sintomi
Le cimici dei letti possono causare una serie di effetti, tra cui eruzioni cutanee, sintomi allergici, ma anche conseguenze psicologiche. I morsi provocano reazioni cutanee che vanno da piccoli fori ed aree arrossate fino a vesciche prominenti. I sintomi compaiono a distanza di tempo che va da pochi minuti ad alcuni giorni e sono generalmente accompagnati da prurito. Alcuni pazienti presentano stanchezza o febbre. Le aree del corpo maggiormente colpite sono quelle scoperte e spesso si verificano tre morsi consecutivi.
Non si conoscono malattie infettive trasmesse dalle cimici dei letti. Le complicazioni possono talvolta consistere in zone di pelle morta o vasculite.

## Trattamento
Il trattamento si focalizza sui sintomi. Eliminare le cimici dei letti dalla casa è spesso difficile: possono sopravvivere fino a un anno senza nutrirsi, il che comporta la necessità di ripetere più volte il trattamento. I trattamenti possibili includono: il riscaldamento della stanza a 50 °C (122 °F) per più di 90 minuti, l'aspirazione frequente, il lavaggio degli indumenti e dei tessuti ad alte temperature, nonché l'utilizzo di vari pesticidi.

## Diffusione
La cimice dei letti è una specie cosmopolita ed è conosciuta da millenni. A partire dagli anni '90 le infestazioni sono cresciute diventando molto comuni. Le cause esatte non sono chiare, ma esistono diverse teorie, tra cui l'aumento degli spostamenti, la vendita di mobili di seconda mano, una maggiore attenzione al controllo di altri parassiti e una maggiore resistenza ai pesticidi.